# انجمن شیمی ایران
انجمن شیمی ایران یکی از انجمن‌های علمی ایران در علوم پایه است که در راستای گسترش دانش شیمی در ایران، ۲۰ تیر ۱۳۶۶، موفق به دریافت پروانه تأسیس شد. پیشنهاد اولیه تأسیس این انجمن که به نام انجمن شیمی و مهندسی شیمی ایران ثبت و سپس به انجمن شیمی ایران تغییر نام یافت، از طرف محمود صباحی عضو هیئت علمی دانشگاه شهید باهنر کرمان و استاد برجسته دانشگاه لوئیزیانا آمریکا ارائه شد. هم‌اکنون مجتبی شمسی‌پور رئیس  این انجمن است.

## تاریخچه
پیش از انقلاب ۱۳۵۷، شیمیدان‌های ایران تشکیلاتی به نام «جامعه شیمیست‌های ایران» را تأسیس کردند و فعالیت‌هایی از قبیل برگزاری کنگره بین‌المللی شیمی در دانشگاه شیراز، دانشگاه تهران، شرکت در کنفرانس آموزشی و برگزاری گردهمایی‌های منطقه‌ای و فعالیت‌های دیگری از این قبیل را در کارنامه خود به ثبت رسانده‌اند. انجمن شیمی ایران فعالیت خود را در سال ۱۳۶۶ زیر نظر وزارت علوم، تحقیقات و فناوری در دسته‌بندی علوم پایه آغاز نمود.
به دنبال دعوت بخش شیمی دانشگاه شهیدباهنر کرمان در سال ۱۳۶۳ گروهی از شیمیدان‌های ایران در آن دانشگاه، جلسه‌های را به منظور تأسیس انجمن شیمی برگزار نمودند. پیشنهاد اولیه تأسیس این انجمن که به نام انجمن شیمی و مهندسی شیمی ایران ثبت و سپس به انجمن شیمی ایران تغییر نام یافت، از طرف محمود صباحی عضو هیئت علمی دانشگاه شهید باهنر کرمان ارائه شد.
در این جلسه آقایان آشناگر از دانشگاه شهیدچمران اهواز، امیرنصر از دانشگاه مازندران، بلورچیان از دانشگاه تبریز، بنی هاشمی از دانشگاه شیراز، زینی از دانشگاه اصفهان، ستاری از دانشگاه اصفهان، شایگان و نجفی از دانشگاه صنعتی شریف، مدرس از دانشگاه صنعتی امیرکبیر، میرمحمدصادقی از دانشگاه اصفهان، ناصح زاده از دانشگاه شهید باهنر کرمان، و هروی از دانشگاه فردوسی مشهد شرکت نمودند.
در سال ۱۳۶۳, اساسنامه انجمن تصویب و مقدمات برگزاری اولین کنگره ملی شیمی و مهندسی شیمی را فراهم آورد. اولین کنگره انجمن که قرار بود از ۸ الی ۱۱ فروردین ماه سال ۱۳۶۴ در دانشگاه اصفهان برگزار گردد به علت موشک باران شهر اصفهان برگزار نشد. انجمن در سال ۱۳۶۷ شروع به عضوگیری نمود و اولین انتخابات سراسری انجمن براساس ماده ۱۱ اساسنامه و در چارچوب آیین‌نامه مصوب شورای عالی در سال ۱۳۷۰ برگزار شد. ین انجمن از سال ۱۳۶۵ تا سال ۱۳۹۱ مجموعاً ۱۱۱ همایش علمی را با مشارکت دانشگاه‌ها و مراکز تحقیقاتی و آموزشی برگزار نموده‌است.
در سال ۱۳۶۷ انجمن در کنار برگزاری کنگره‌های ملی، گردهمایی‌های تخصصی را نیز با عناوین سمینارهای شیمی آلی، شیمی تجزیه، شیمی فیزیک، شیمی معدنی و … به‌طور سالانه برگزار نمود. اولین سمینار از این نوع در خردادماه سال ۱۳۶۸ و با عنوان اولین سمینار شیمی تجزیه ایران در دانشکده شیمی دانشگاه صنعتی شریف برگزار گردید. علاوه بر سمینارهای فوق سمینار دوسالانه الکتروشیمی، سمینار تخصصی شیمی و محیط‌زیست، سمینار تخصصی کمومتریکس، سمینار تخصصی ماکروسیکل، سمینار دانشجویی، سمینار شیمی صنعت و یک سمینار تخصصی واکنش‌های چندجزئی نیز تاکنون توسط انجمن شیمی برگزار گردیده‌است.
همچنین انجمن از سال ۱۳۷۶ تاکنون با همکاری وزارت آموزش‌وپرورش کنفرانس آموزشی شیمی برگزار نموده‌است که اکثریت شرکت‌کنندگان و ارائه‌دهندگان مقاله در این کنفرانس‌ها دبیران آموزش و پرورش و اساتید دانشگاهی دست‌اندرکار مسائل آموزش و پرورش بوده‌اند.
کتابی توسط انجمن شیمی با عنوان «۵ هزار نفر از پیشگامان شیمی ایران» در دست چاپ است. ۶ تا ۱۲ سمینار در سال توسط انجمن برگزار می‌شود که در این سمینارها توزیع جغرافیایی مورد تأکید مسئولان امر قرار دارد به طوریکه اساتید در استان‌های کمتر برخوردار حساسیت بیشتری دارند.
محمدعلی زلفی‌گل، دبیر انجمن شیمی: 
«شیمی نخستین رشته‌ای در کشور است که در سال ۶۵ و در دانشگاه شیراز دکترای این رشته ایجاد شد. این انجمن از قدیمی‌ترین انجمن‌های کشور است که انتخاباتی دموکراتیک داشته و براساس لیاقت و ارزش اساتید عضو، هر دو سال یکبار ۱۵ نفر را به عنوان اعضا انتخاب می‌کنند. کتاب تاریخچه علوم ایران و اسناد کارگشا تاریخچه انجمن شیمی نیز توسط محققان انجمن در دست چاپ است.»
بهمن ۹۷ از انجمن شیمی ایران طی مراسمی با حضور اسحاق جهانگیری معاون اول رئیس‌جمهور، منصور غلامی وزیر علوم، تحقیقات و فناوری در انجمن‌های علمی برتر در بخش انجمن‌های دارای روند رشد در برترین انجمن‌های علمی تقدیر شد.

## شیمیدان برجسته
«دنیا بدون علم شیمی معنا ندارد، چون بدون داشتن این علم، ناتوان از درک بسیاری از مسائل و روابط حیاتی محیط پیرامون خود خواهیم بود. این علم در همه زمینه‌ها کاربرد دارد. همه وسایل دور و اطرافمان مانند مواد غذایی، شیمیایی، پوشیدنی، دارویی و ترکیبات آن مانند عطرها و رنگ‌ها یا تجهیزات عمومی که استفاده می‌کنیم همه مرتبط با علم شیمی است و در هیچ جای دنیا نمی‌توانیم بدون دخالت این علم به زندگی خود ادامه دهیم.»

ـ حبیب‌الله فیروزآبادی
انجمن شیمی سالانه در گرایش‌های مختلف شیمی‌دانان برجسته در شیمی را انتخاب و معرفی می‌کند. این شیمی‌دانان با عنوان‌های شیمیدان برجسته پیشکسوت، شیمیدان برجسته جوان و شیمیدان برجسته کشور معرفی می‌شوند. در سال ۱۳۹۲ انجمن شیمی ایران استاد دانشکده شیمی دانشگاه صنعتی اصفهان را به عنوان شیمیدان پیشکسوت برجسته کشور انتخاب کرد. بیژن نجفی دکتری شیمی، گرایش شیمی-فیزیک است. تألیف دو کتاب و ترجمه ۱۵ کتاب تخصصی، انتشار بیش از ۴۰ مقاله علمی پژوهشی در نشریات بین‌المللی و اجرای بیش از ۱۰ طرح تحقیقاتی، از جمله اقدامات علمی و پژوهشی این استاد برجسته دانشگاه صنعتی اصفهان است.
حمیدرضا حسین دخت، استاد گروه آموزشی شیمی دانشکده علوم دانشگاه فردوسی مشهد در سال ۹۴، حسین نعیمی، استاد گروه شیمی دانشگاه کاشان سال ۹۶ در حوزه شیمی آلی،
طیبه مدرکیان عضو هیئت علمی و استاد تمام شیمی تجزیه دانشگاه بوعلی سینا در سال ۹۸،
مینو دبیری استاد شیمی آلی دانشکده علوم شیمی و نفت در سال ۱۳۹۷ در رشته شیمی آلی،
کاظم کارگشا استاد تمام پژوهشگاه شیمی و مهندسی شیمی ایران در سال ۱۳۹۳ در شاخه شیمی تجزیه، عزت رفیعی، عضو هیئت علمی دانشگاه رازی کرمانشاه در سال ۱۳۹۴ در شاخه شیمی معدنی، بهزاد رضایی و حسن حداد زاده از استادان گروه شیمی تجزیه و شیمی معدنی دانشکده شیمی، دانشگاه صنعتی اصفهان در سال ۹۷، محمد رحیمی‌زاده، استاد شیمی الی و رئیس دانشکده علوم دانشگاه فردوسی مشهد در سال ۱۳۹۴ و ناهید شاه‌آبادی، عضو هیئت علمی گروه آموزشی شیمی دانشگاه رازی در سال ۱۳۹۶
| گرایش        | تعداد | نخستین نفر        | پیوند   |
| ------------ | ----- | ----------------- | ------- |
| شیمی آلی     | ۴۱    | سید محمد بلورچیان | (پیوند) |
| شیمی تجزیه   | ۳۳    | علی معصومی        | (پیوند) |
| شیمی معدنی   | ۳۳    | منصور عابدینی     | (پیوند) |
| شیمی فیزیک   | ۲۸    | محمدرضا ارشدی     | (پیوند) |
| شیمی کاربردی | ۳     | جواد صاین         | (پیوند) |

## کمیته های تخصصی انجمن شیمی ایران
«امروز جوانان نخبه کشورمان نشریات متعدد علمی از سوی انجمن شیمی ایران را منتشر می‌کنند که در پایگاه‌های معتبر علمی دنیا نیز بازتاب می‌یابند. نباید نیروهای نخبه و تربیت‌شده را به‌راحتی از دست داد چراکه این جوانان منبع عظیم و ثروت برای کشور محسوب می‌شوند.»

ـ مجتبی شمسی‌پور در مراسم گشایش بیست و ششمین همایش ملی شیمی تجزیه در دانشگاه سمنان
هیأت مدیره انجمن شیمی ایران در اقدامی ، کمیته های تخصصی را با مشارکت دانشگاه‌های سراسر کشور در این انجمن فعال نمود. این موضوع از  آنجا آغاز شد که دبیر انجمن طی نامه ای به دانشکده‌ها و گروه‌های شیمی دانشگاه‌های کشور از آنان درخواست نمود که به منظور جلب مشارکت عموم همکاران و استفاده از نظرات ایشان، از هر دانشگاهی یک نفر به عنوان نماینده آن دانشگاه در هر یک از کمیته‌های تخصصی معرفی شود. خوشبختانه این موضوع با استقبال خوب دانشگاه‌ها روبرو گردید.
در آذرماه سال ۸۷ به تدریج از نمایندگان معرفی شده دانشگاه ها در جلسات جداگانه ای در دفتر انجمن دعوت به عمل آمده و ایشان از میان خویش اعضای این کمیته‌ها را برگزیدند. اعضای منتخب نیز بعضاً یک نفر را به عنوان رئیس کمیته انتخاب نمودند. از طرف هیأت مدیره انجمن نیز یکی از اعضای شورای عالی انجمن به عنوان دبیر کمیته معرفی شد و این کمیته‌ها رسماً از دی‌ماه سال ۱۳۸۷ فعال شدند. اعضای این کمیته‌ها به مدت دو سال در این کمیته‌ها عضویت داشته و در صورت انتخاب مجدد به فعالیت خود ادامه خواهند داد.
- لیست کمیته های تخصصی انجمن شیمی ایران:
- کمیته شیمی آلی
- کمیته شیمی تجزیه
- کمیته شیمی فیزیک
- کمیته شیمی معدنی
- کمیته زئولیت و مواد متخلخل
- کمیته کمومتریکس
- کمیته شیمی کاربردی
- کمیته الکتروشیمی
- کمیته کاتالیست
- کمیته شیمی و محیط زیست
- کمیته دانشجویی
- کمیته شیمی صنعت
- کمیته آموزش شیمی
- کمیته انرژی
- کمیته تامین تجهیزات و مواد شیمیایی
- کمیته شیمی دارویی
- کمیته رنگ
- کمیته اخلاق علمی
- کمیته پلیمر
- کمیته بین الملل
- کمیته انتشارات(شورای انتشارات)

## نشریات
| عنوان                                           | سردبیر           | FI    | شمارگان | شرح | م             |
| ----------------------------------------------- | ---------------- | ----- | ------- | --- | ------------- |
| Journal of the Iranian Chemical Society         | علی‌اکبر صبوری    | ۱٫۵۵۲ | ۱۸      | JICS یک مجله بین‌المللی است که زمینه‌های عمومی شیمی را پوشش می‌دهد. JICS مقالات به زبان انگلیسی در زمینه تحقیقات تجربی، نظری و کاربردی مربوط به همه شاخه‌های شیمی در این مجله منتشر می‌شود. زمینه‌های تحقیقاتی شامل زمینه‌های شیمی تجزیه، معدنی، آلی و فیزیک و همچنین زیست‌شناسی شیمی است. | [ ۲۳ ] [ ۲۴ ] |
| Physical Chemistry Research                     | علی حیدر پاکیاری |       | ۹       | مجله تحقیقات شیمی فیزیکی به جهت افزایش چشمگیر مقالات مفید در زمینه شیمی فیزیک و موضوعات مرتبط و نیاز به برقراری ارتباط بین شیمی دانان، فیزیکدانان و فیزیکدانان است. | [ ۲۵ ]        |
| Analytical and Bioanalytical Chemistry Research | عباس افخمی       |       | ۸       | شامل انتشار مقالات در تمام شاخه‌های شیمی تحلیلی خالص و کاربردی می‌شود. معیارهای اصلی پذیرش مقالات ماهیت اساسی مطالعه، تازگی علمی و وضوح آن است. | [ ۲۶ ]        |
| Organic Chemistry Research                      | عبدالعلی علیزاده |       | ۶       | یک مجله بین‌المللی است که با مرور همتا بررسی می‌شود و کلیه جنبه‌های شیمی آلی را پوشش می‌دهد. این مجله مقالات اصلی از سطح علمی بالا را در قالب مقالات کامل، ارتباطات کوتاه و بررسی منتشر می‌کند. همه نسخه‌های خطی ارسالی تحت بررسی دقیق همتایان کور قرار می‌گیرند. | [ ۲۷ ]        |
| Inorganic Chemistry Research                    | مسعود نبوی‌زاده   |       | ۵       | پژوهش‌های شیمی معدنی مجله‌ای است با مرور همتا، دسترسی آزاد که کلیه جنبه‌های شیمی معدنی را پوشش می‌دهد. این مجله مقالات اصلی با سطح علمی بالا را در قالب مقالات، ارتباطات کوتاه و بررسی منتشر می‌کند. همه مقالات تحت بررسی همکار، بر اساس غربالگری اولیه ویرایشگر و داوری کور حداقل توسط دو داور متخصص انجام می‌شوند. این ژورنال یک مجله دسترسی آزاد است و مقالات را به صورت رایگان منتشر می‌کند. | [ ۲۸ ]        |
| Nano Chemistry Research                         | علی مرسلی        |       | ۵       | NCR، یک مجله بررسی همتاست که در مارس ۲۰۱۴ راه اندازی شد و تحقیقات نانوشیمی تحقیقات تجربی و نظری را در سراسر نانوشیمی منتشر می‌کند. | [ ۲۹ ]        |
| نشریه پژوهش‌های شیمی (CR)                        | عباس ترسلی       |       | ۳       | با توجه به اینکه همه مجلات انجمن شیمی به زبان انگلیسی منتشر می‌شوند، نشریه پژوهش‌های شیمی به منظور انتشار مقالات به زبان فارسی ایجاد گردید. | [ ۳۰ ]        |

## سمینارها
| ر | زمینه                        | نخستین                            | واپسین                                                  | تعداد | منبع                 |
| - | ---------------------------- | --------------------------------- | ------------------------------------------------------- | ----- | -------------------- |
| ۱ | شیمی آلی                     | دانشگاه شهید بهشتی دی ۱۳۶۹        | دانشگاه ارومیه مرداد ۱۳۹۸                               | ۲۷    | [ ۳۱ ] [ ۳۲ ]        |
| ۲ | شیمی تجزیه                   | دانشگاه صنعتی شریفخرداد ۱۳۶۸      | دانشگاه سمنان شهریور ۱۳۹۸                               | ۲۶    | [ ۳۳ ] [ ۳۴ ] [ ۳۵ ] |
|   | شیمی فیزیک                   | دانشگاه مازندرانخرداد ۱۳۷۰        | دانشگاه زنجانمرداد ۱۳۹۸                                 | ۲۲    | [ ۳۶ ]               |
|   | شیمی معدنی                   | دانشگاه صنعتی اصفهاناردیبهشت ۱۳۶۹ | دانشگاه اراکشهریور ۱۳۹۸                                 | ۲۱    | [ ۳۷ ]               |
|   | کنگره‌های شیمی                | دانشگاه اصفهانخرداد ۱۳۶۵          | دانشگاه فردوسی مشهدتیر ۱۳۹۷                             | ۲۰    | [ ۳۸ ] [ ۳۹ ]        |
|   | الکتروشیمی                   | دانشگاه خواجه نصیرخرداد ۱۳۷۴      | دانشگاه خلیج فارساسفند ۱۳۹۷                             | ۱۳    | [ ۴۰ ]               |
|   | آموزش شیمی                   | دانشگاه تبریزمرداد ۱۳۷۶           | دانشگاه علم و صنعت شهریور ۱۳۹۷                          | ۱۰    | [ ۴۱ ]               |
|   | شیمی و محیط زیست             | دانشگاه یاسوجآبان ۱۳۸۱            | دانشگاه اراکشهریور ۱۳۹۸                                 | ۹     | [ ۴۲ ]               |
|   | کمومتریکس                    | دانشگاه اراکشهریور ۱۳۸۵           | دانشگاه صنعتی شاهرودآبان ۱۳۹۸                           | ۷     | [ ۴۳ ]               |
|   | شیمی کاربردی                 | دانشگاه تبریزشهریور ۱۳۹۵          | دانشگاه ارومیهمرداد ۹۸                                  | ۴     | [ ۴۴ ] [ ۴۵ ]        |
|   | زئولیت                       |                                   | دانشگاه صنعتی قوچانشهریور ۱۳۹۸                          | ۶     | [ ۴۶ ] [ ۴۷ ] [ ۴۸ ] |
|   | کاتالیست                     | دانشگاه زنجانشهریور ۱۳۹۷          | دانشگاه خوارزمیبهمن ۱۳۹۸                                | ۲     | [ ۴۹ ] [ ۵۰ ]        |
|   | شیمی صنعت                    | دانشگاه صنعتی شریفاردیبهشت ۱۳۸۹   | دانشگاه صنعتی امیرکبیراردیبهشت ۱۳۹۸                     | ۴     | [ ۵۱ ]               |
|   | سمینارهای دانشجویی           | دانشگاه اصفهانآبان ۱۳۸۵           | دانشگاه گیلانمهر ۱۳۹۴                                   | ۲     | [ ۵۲ ]               |
|   | ماکروسیکل و واکنشهای چندجزیی |                                   | دانشگاه تحصیلات تکمیلی صنعتی و فناوری پیشرفتهخرداد ۱۳۹۱ | ۳     | [ ۵۳ ] [ ۵۴ ]        |

## ریاست
| دوره | ریاست               | گرایش      | دانشگاه             | محل اخذ دکترا          | سال          | منبع                        |
| ---- | ------------------- | ---------- | ------------------- | ---------------------- | ------------ | --------------------------- |
| ۱    | عباس ترسلی          | شیمی آلی   | دانشگاه چمران اهواز | دانشگاه کینگز لندن     | ۱۳۷۲ تا ۱۳۷۴ | [ ۵۵ ] [ ۵۶ ]               |
| ۲    | عباس ترسلی          | شیمی آلی   | دانشگاه چمران اهواز | دانشگاه کینگز لندن     | ۱۳۷۴ تا ۱۳۷۶ | [ ۵۵ ] [ ۵۶ ]               |
| ۳    | اسدالله ناصح‌زاده    | شیمی فیزیک | دانشگاه باهنر کرمان | دانشگاه ساری           | ۱۳۷۶ تا ۱۳۷۸ | [ ۵۷ ]                      |
| ۴    | حبیب‌الله فیروزآبادی | شیمی آلی   | دانشگاه شیراز       | دانشگاه پنسیلوانیا     | ۱۳۷۸ تا ۱۳۸۰ | [ ۵۸ ] [ ۵۹ ] [ ۶۰ ] [ ۶۱ ] |
| ۵    | حبیب‌الله فیروزآبادی | شیمی آلی   | دانشگاه شیراز       | دانشگاه پنسیلوانیا     | ۱۳۸۰ تا ۱۳۸۲ | [ ۵۸ ] [ ۵۹ ] [ ۶۰ ] [ ۶۱ ] |
| ۶    | حبیب‌الله فیروزآبادی | شیمی آلی   | دانشگاه شیراز       | دانشگاه پنسیلوانیا     | ۱۳۸۳ تا ۱۳۸۵ | [ ۵۸ ] [ ۵۹ ] [ ۶۰ ] [ ۶۱ ] |
| ۷    | مجتبی شمسی‌پور       | شیمی تجزیه | دانشگاه رازی        | دانشگاه ایالتی میشیگان | ۱۳۸۵ تا ۱۳۸۷ | [ ۶۱ ] [ ۶۲ ] [ ۶۳ ]        |
| ۸    | مجتبی شمسی‌پور       | شیمی تجزیه | دانشگاه رازی        | دانشگاه ایالتی میشیگان | ۱۳۸۷ تا ۱۳۸۹ | [ ۶۱ ] [ ۶۲ ] [ ۶۳ ]        |
| ۹    | مجتبی شمسی‌پور       | شیمی تجزیه | دانشگاه رازی        | دانشگاه ایالتی میشیگان | ۱۳۸۹ تا ۱۳۹۱ | [ ۶۱ ] [ ۶۲ ] [ ۶۳ ]        |
| ۱۰   | مجتبی شمسی‌پور       | شیمی تجزیه | دانشگاه رازی        | دانشگاه ایالتی میشیگان | ۱۳۹۱ تا ۱۳۹۳ | [ ۶۱ ] [ ۶۲ ] [ ۶۳ ]        |
| ۱۱   | مجتبی شمسی‌پور       | شیمی تجزیه | دانشگاه رازی        | دانشگاه ایالتی میشیگان | ۱۳۹۳ تا ۱۳۹۵ | [ ۶۱ ] [ ۶۲ ] [ ۶۳ ]        |
| ۱۲   | مجتبی شمسی‌پور       | شیمی تجزیه | دانشگاه رازی        | دانشگاه ایالتی میشیگان | ۱۳۹۵ تا ۱۳۹۷ | [ ۶۱ ] [ ۶۲ ] [ ۶۳ ]        |
| ۱۳   | مجتبی شمسی‌پور       | شیمی تجزیه | دانشگاه رازی        | دانشگاه ایالتی میشیگان | ۱۳۹۷ تا ۱۳۹۹ | [ ۶۱ ] [ ۶۲ ] [ ۶۳ ]        |
| ۱۴   | مجتبی شمسی‌پور       | شیمی تجزیه | دانشگاه رازی        | دانشگاه ایالتی میشیگان | ۱۳۹۹ تا ۱۴۰۱ | [ ۶۱ ] [ ۶۲ ] [ ۶۳ ]        |